# 海因里希·舍恩菲尔德
海因里希·舍恩菲尔德（德語：Heinrich Schönfeld，1900年8月3日—1976年9月3日），男，奥地利足球运动员。他曾当选1923-1924赛季意甲联赛最佳射手。